# 奥斯塔尔里奇
奥斯塔尔里奇，是西班牙加泰罗尼亚赫罗纳省的一个市镇。总面积3平方公里，总人口2912人（2001年），人口密度971人/平方公里。